# Celestina Popa
Celestina Ștefania Popa-Toma, született Popa (Ploiești, 1970. július 12. –) olimpiai ezüstérmes és világbajnok román tornász. Az ő nevét viseli egy talajgyakorlat-elem a Nemzetközi Torna Szövetség pontozási rendszerében.

## Életpályája
Szülővárosában, Ploiești-en a CS Petrolul klubnál kezdett tornázni, ahol edzője Leana Sima volt. 
1984-től 1989-ig a román válogatott tagjaként Adrian Goreac, Maria Cosma és Octavian Bellu edzették.

### Felnőttként

#### Országos eredmények
Román bajnoki címet kétszer sikerült szereznie: először 1984-ben talajon, majd 1985-ben ugrásban.

#### Nemzetközi eredmények
1985-ben Hana Ricnával megoszottan lett a japán Chunichi Kupa győztese.
1985-ben Balkán-bajnok volt ugrásban és hetedik egyéni összetettben, 1986-ban pedig negyedik helyen végzett.
1985-ben a Spanyolország–Románia kétoldalú találkozón a csapattal győzött, 1987-ben a Nyugat-Németország–Románia kétoldalú találkozón egyéni összetettben negyedik helyezést ért el.
Románia Nemzetközi Bajnokságán 1986-ban ugrásban és felemás korláton szerzett bajnoki címet.
Első felnőtt világbajnokságán 1985-ben Montréalban vett részt, csapattársaival (Szabó Katalin, Daniela Silivaș, Camelia Voinea, Laura Cutina és Eugenia Golea) az ezüstérmet sikerült megszerezniük.
A következő világbajnokságon 1987-ben Rotterdamban, majdnem ugyanezzel a csapattal, kivéve, hogy Laura Cutina helyett Aurelia Dobre szerepelt, már az aranyérmet szerezték meg.
Az 1988. évi nyári olimpiai játékokon Szöulban a csapattal (Daniela Silivaș, Gabriela Potorac, Aurelia Dobre, Eugenia Golea, Camelia Voinea) szerzett ezüstérmet.

### Visszavonulása után
Egy térdsérülést követően 1989-ben vonult vissza.
1991-től a Ploiești-i CS Petrolul klubnál volt edző.
Egyetemi diplomáját 1994-ben testnevelésből szerezte.
Miután Kanadába költözött, 1994-től a Vancouverben működő Flicka Gymnastics klubban edzősködött, majd 2009-től Maple Ridge-ben Celestina Popa Gymnastics néven nyitott saját tornaklubot, ahol rajta kívül férje, az ugyancsak tornász Flaviu Toma és fia, Daniel Toma is edzőként tevékenykednek.

## Díjak, kitüntetések
1986-ban Kiváló Sportolói címmel tüntették ki.
A Román Torna Szövetség három egymást követő évben is (1986–1988) az év tíz legjobb sportolója közé választotta.
Szülővárosa, Ploiești 2013-ban díszpolgárává avatta.